# Юро
Юро́ (фр. и окс. Urau) — коммуна во Франции, находится в регионе Юг — Пиренеи. Департамент — Верхняя Гаронна. Входит в состав кантона Сали-дю-Салат. Округ коммуны — Сен-Годенс.
Код INSEE коммуны — 31562.

## География
Коммуна расположена приблизительно в 660 км к югу от Парижа, в 80 км к юго-западу от Тулузы.
Большую часть территории коммуны занимают леса.

## Климат
Климат умеренно-океанический. Зима мягкая и снежная, весна характеризуется сильными дождями и грозами, лето сухое и жаркое, осень солнечная. Преобладают сильные юго-восточные и северо-западные ветры.

## Население
Население коммуны на 2010 год составляло 148 человек.
| 1962 | 1968 | 1975 | 1982 | 1990 | 1999 | 2010 |
| ---- | ---- | ---- | ---- | ---- | ---- | ---- |
| 214  | 190  | 163  | 142  | 146  | 136  | 148  |

## Администрация
| Период | Период | Фамилия       | Партия | Примечания |
| ------ | ------ | ------------- | ------ | ---------- |
|        | 1971   | Мариус Фуэр   |        |            |
| 1971   | 1989   | Эдуар Патюре  |        |            |
| 1989   | 2001   | Жан Одибер    |        |            |
| 2001   | 2014   | Жан-Поль Орте |        |            |
| 2014   | 2020   | Жан-Луи Пле   |        |            |

## Экономика
В 2010 году среди 95 человек трудоспособного возраста (15—64 лет) 69 были экономически активными, 26 — неактивными (показатель активности — 72,6 %, в 1999 году было 81,1 %). Из 69 активных жителей работали 66 человек (36 мужчин и 30 женщин), безработных было 3 (2 мужчин и 1 женщина). Среди 26 неактивных 9 человек были учениками или студентами, 13 — пенсионерами, 4 были неактивными по другим причинам.

## Достопримечательности
- Церковь Св. Маврикия (XIX век)
- Пещера Нутан
- Пещера Каташ (глубина: -153 м, длина: 200 м)
- Пещера Лис (глубина: -42 м, длина: 70 м)

## Фотогалерея

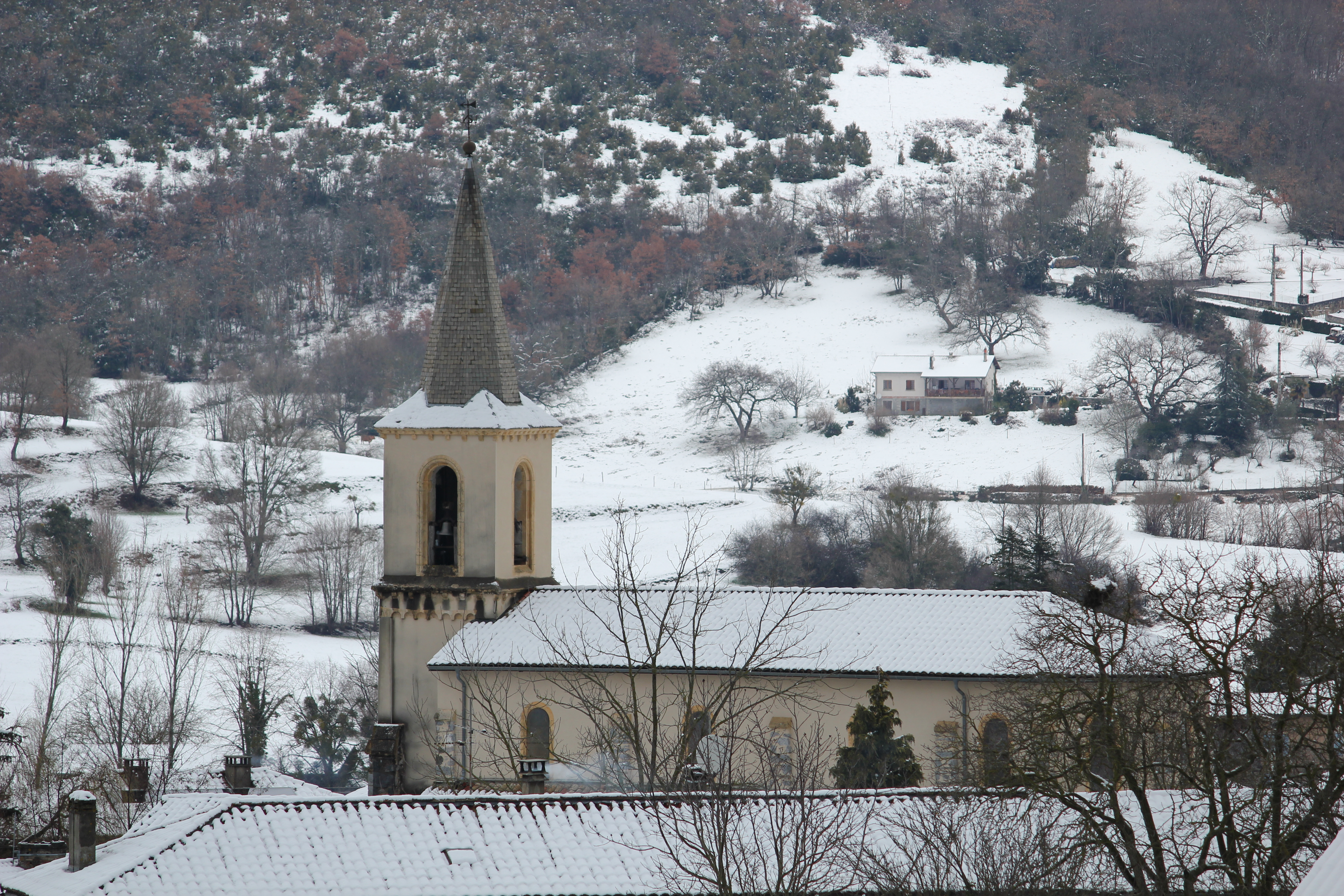
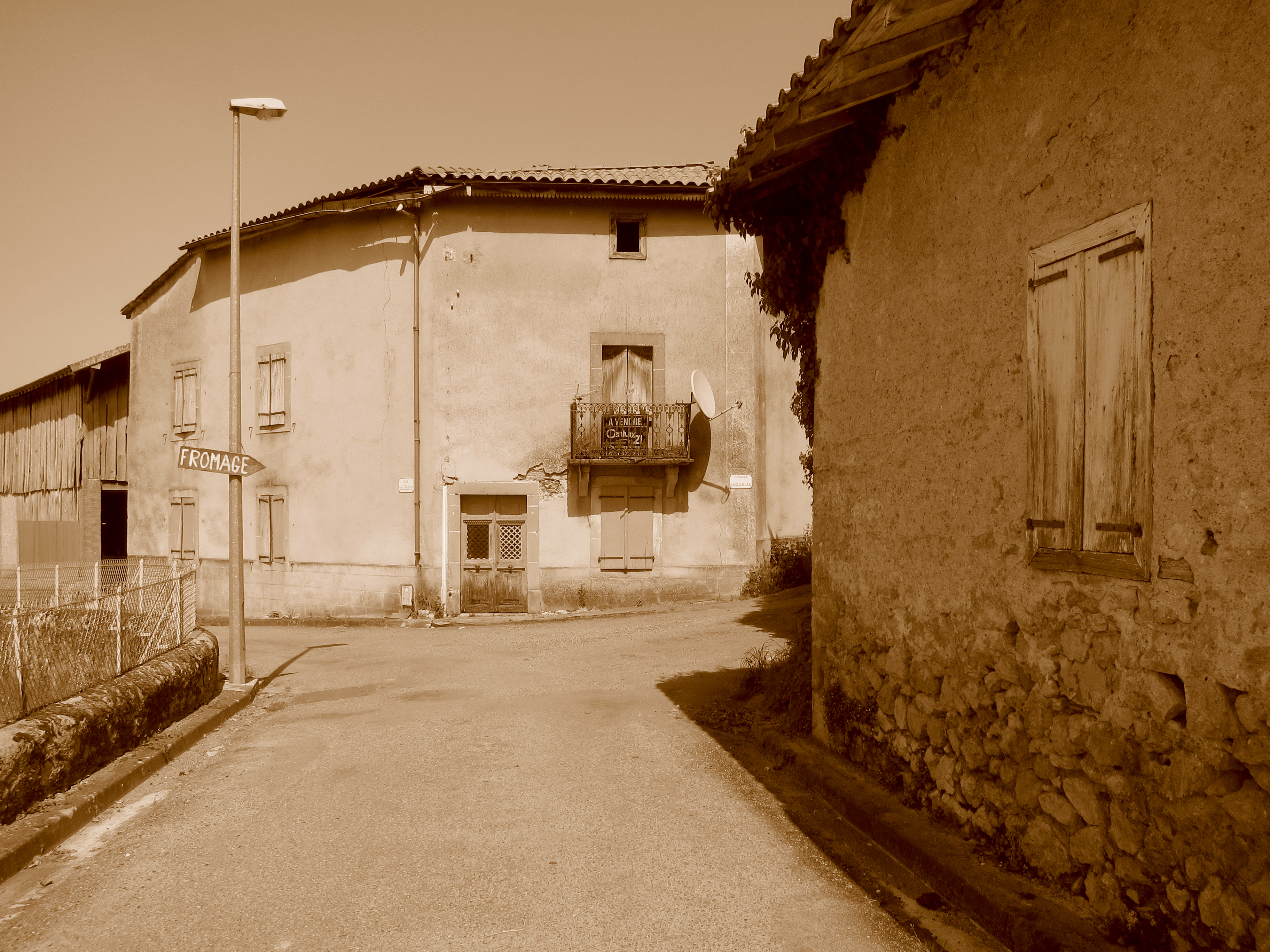
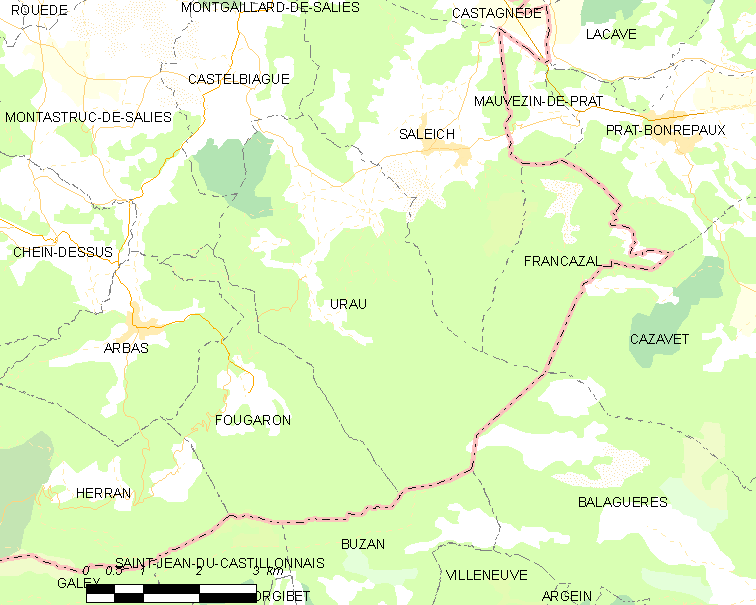
Карта коммуны